# Trygonorrhinidae
Trygonorrhinidaeは、ノコギリエイ目に属する科の一つ。
かつてはサカタザメ科に分類されていた。

## 分布と生息地
オーストラリア近海、アメリカ大陸沿岸の熱帯から温帯海域に分布する。水深220 m未満の砂地、岩場、藻場に生息する。

## 形態
体は扁平で、体盤は丸いものから尖ったものまで様々。背鰭は二基ある。背面には斑点や縞などがある。

## 生態
無胎盤性の胎生で、産仔数は最大18。小型の無脊椎動物や小魚など、底生生物を捕食する。

## 分類
2023年現在、3属8種が属する。

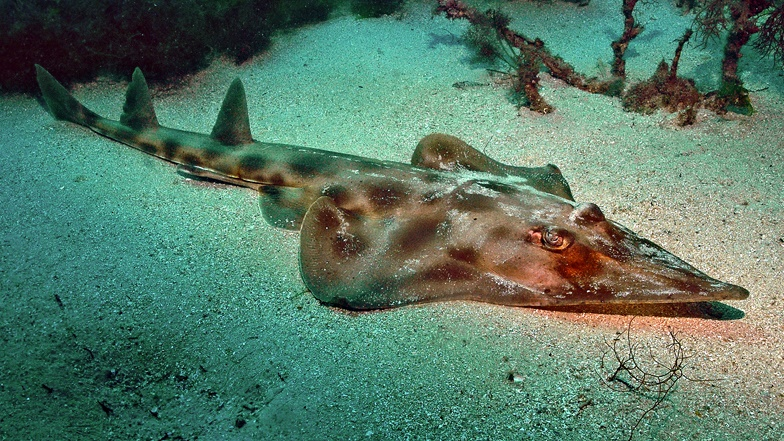
ウスクロモンサカタザメ

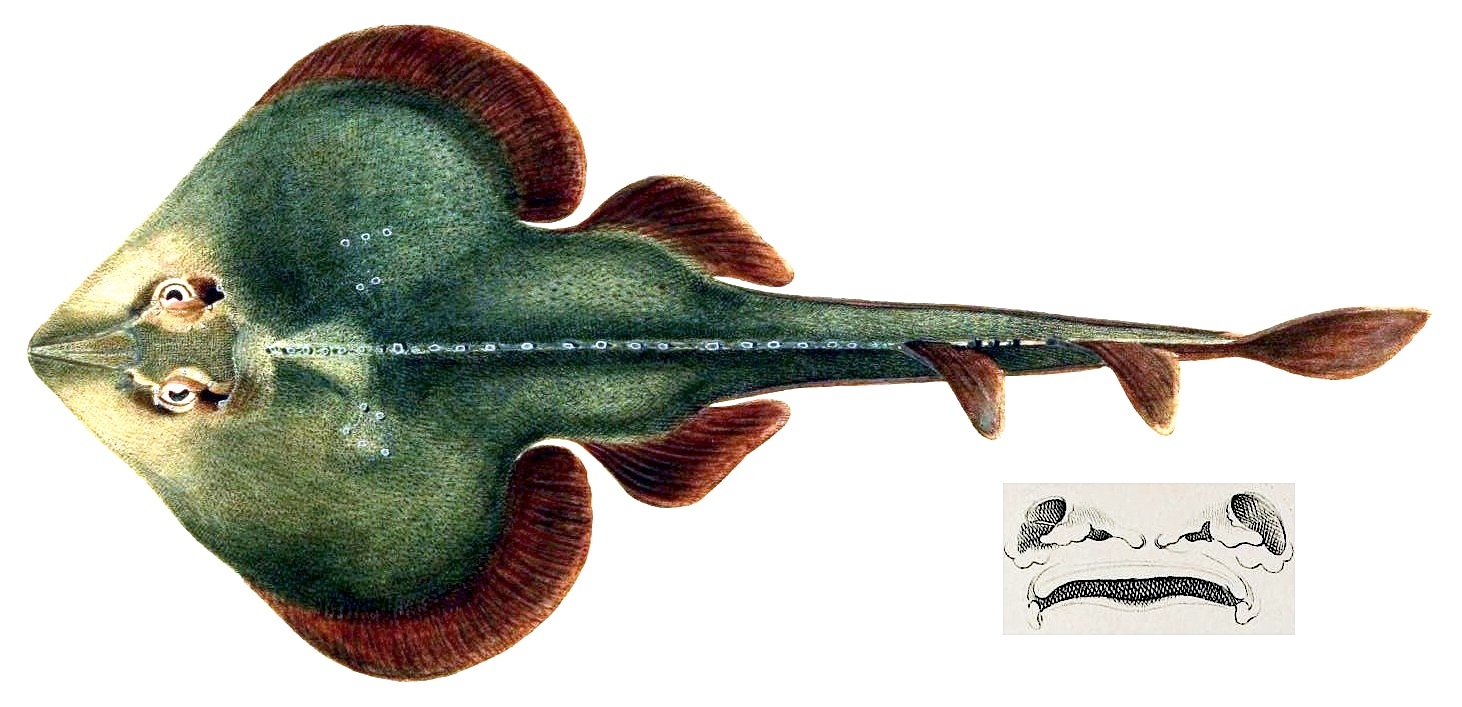
Zapteryx brevirostris

- クロモンサカタザメ属 Aptychotrema
  - ウスクロモンサカタザメ Aptychotrema rostrata
  - クロモンサカタザメ Aptychotrema timorensis
  - オビクロモンサカタザメ Aptychotrema vincentiana
- Trygonorrhina
  - サザンフィドラー　Trygonorrhina dumerilii
  - イースタンフィドラー　Trygonorrhina fasciata
- Zapteryx
  - Zapteryx brevirostris
  - Zapteryx exasperata
  - Zapteryx xyster